# Tim Hoogland
Tim Klaus Hoogland (Marl, Distrito de Recklinghausen, 11 de junio de 1985) es un exfutbolista alemán que jugaba de defensa central. Actualmente es asistente técnico de Kees van Wonderen en el FC Schalke 04.

## Trayectoria
Hoogland inició su carrera en la Bundesliga jugando para el Schalke 04 en febrero del 2005. Fue sustituido en el minuto 75 en un partido contra el Hansa Rostock. Después de nueve años, firmó un contrato con el 1. FSV Maguncia 05.
El 12 de enero de 2010, Hoogland confirmó su vuelta a Gelsenkirchen después de 3 temporadas en el Maguncia 05, comenzando su nuevo contrato a partir del 1 de julio de 2010. Para la temporada 2012-13 fue cedido al VfB Stuttgart.

## Clubes
| Club                   | País       | Año       |
| ---------------------- | ---------- | --------- |
| Schalke 04 II          | Alemania   | 2003-2004 |
| Schalke 04             | Alemania   | 2004-2007 |
| 1. FSV Maguncia 05     | Alemania   | 2007-2010 |
| Schalke 04             | Alemania   | 2010-2014 |
| VfB Stuttgart (cedido) | Alemania   | 2012-2013 |
| Fulham F.C.            | Inglaterra | 2014-2015 |
| VfL Bochum             | Alemania   | 2015-2019 |
| Melbourne Victory      | Australia  | 2019-2020 |